# Deim Pál
Deim Pál (Szentendre, 1932. június 29. – Szentendre, 2016. május 9.) a Nemzet Művésze címmel kitüntetett, Kossuth-díjas magyar festőművész, kiváló művész. Az 1960-as években induló magyar neoavantgárd generáció egyik meghatározó alakja. Néhány jellegzetes motívumra épülő vizuális nyelve a magyar geometrikus absztrakt művészet sajátos olvasatát képviseli. Festészete mellett grafikai és szobrászati tevékenysége is jelentős.

## Életpályája
1952-ben gimnáziumi tanára, Bánáti Sverák József biztatására jelentkezett a Magyar Képzőművészeti Főiskolára, de nem nyert felvételt. 1952-1958 között a Honvéd Képzőművész Szakkörbe járt, ahol tanárai Szalatnay József és Koren István voltak. 1958-1963 között a Magyar Képzőművészeti Főiskola grafika szakos hallgatója volt, ahol tanárai az akadémikus tájképfestészet és a szocialista realizmus képviselői, Pap Gyula és Ék Sándor voltak. Formatív tapasztalatait azonban a progresszív szemléletű diáktársaival kialakult kapcsolata határozta meg – többek között Altorjai Sándorral, Bak Imrével, Baranyai Andrással, Galambos Tamással, Grúber Bélával, Molnár Sándorral és Nádler Istvánnal volt közeli viszonyban. Mestereinek Barcsay Jenőt, Gadányi Jenőt és Vajda Lajost vallotta. 1960-ban a főiskolával ellátogatott Moszkvába és Szentpétervárra. Tanulmányai során a Szentendrei Városi Tanács Deli Antal ösztöndíjában részesült. 1963-1968 a Fiatal Képzőművészek Stúdiójának tagja volt.
A főiskolai oktatás szocialista realista esztétikai elveit megkérdőjelezve néhány diáktársával együtt önképző tevékenységet folytattak Molnár Sándor műtermében, majd lakásán. A csoporthoz, amelyre ma Zuglói kör (1958–1968) néven hivatkozik a művészettörténet, többek között Bak Imre, Deim Pál, Molnár Sándor és Nádler István tartozott. A kísérletező fiatal művészek tevékenységének jelentősége egyrészt abban állt, hogy felvették a kapcsolatot az elhallgatott absztrakt művészet hazai képviselőivel, az Európai Iskola művészeivel: Kassák Lajossal, Korniss Dezsővel és Gyarmathy Tihamérral. Másrészt, a főiskolai oktatásból hiányzó nemzetközi avantgárd művészet, a francia lírai absztrakció, az Art Informel megismerését elősegítő anyagokat gyűjtöttek, fordítottak le, beszéltek meg és terjesztettek.
Tevékenységüket nem nézte jó szemmel a korabeli kultúrpolitika, és kiállításaikat bezáratta a főiskola vezetősége vagy a Képző- és Iparművészeti Lektorátus (Főiskola KISZ klubja, 1963, ÚT-Új Törekvések ’66, Malév KISZ klubja, 1966), illetve előfordult, hogy koncepciózusan kizsűrizték műveiket (Stúdió ’67, Fiatal Képzőművészek Stúdiója, 1967). Ugyanakkor az aczéli kultúrpolitika képlékenységét mutatja, hogy esetenként bemutatkozhattak csoportos kiállításokon (Stúdió ’66, Fiatal Képzőművészek Stúdiója, 1966; Deim Pál, Kósza-Sipos László és Nádler István kiállítása, Szentendrei Művelődési Ház, 1966).
Egyéni kiállításaira a rendszerváltást megelőzően a Mednyánszky Teremben (1965), a Ferenczy Múzeumban (1969), a Műcsarnokban (1974), a Magyar Nemzeti Galéria Műhely Galériájában (Az én holográfom, 1979), az Újpest Galériában (1986), valamint az akkoriban aktív vidéki képzőművészeti központokban (Debrecen, Dunaújváros, Győr, Pécs, Székesfehérvár, Veszprém) került sor. A hetvenes évek közepétől műgyűjtők is keresték munkáit, elsősorban Kolozsváry Ernő, Pogány Zsolt, Vasilescu János és Vass László. A rendszerváltás után az Ernst Múzeum és a MűvészetMalom több életműkiállítást rendezett műveiből (1992, 2006, illetve 2002, 2012). A Magyar Képzőművészeti Egyetem címzetes egyetemi tanárává választotta 1990-ben, valamint a legmagasabb állami kitüntetésekben részesült: 1993-ban Kossuth-díjjal, 2014-ben a Nemzet Művésze elismeréssel (2014) tüntették ki.
Számos, lakóhelyén végzett kulturális, műemlékvédelmi és környezetvédelmi tevékenységéért 1996-ban Szentendre város díszpolgárává avatta. Több helyi művészeti intézmény alapító tagja volt, így fontos szerepet töltött be a Szentendrei Grafikai Műhely (1980), az Artéria Galéria (1986) – az 1949 utáni Magyarország egyik első magán műkereskedelmi egysége – és a MűvészetMalom (1999) létrejöttében. A Műemlékvédelmi Bizottság és a Városvédő Egylet tagjaként aktív alakítója volt a helyi közügyeknek. A szentendrei kötődésű Vajda Lajos Stúdió (VLS, 1972-) alternatív életstílust és művészeti gyakorlatokat képviselő művészeit a csoport megalakulásától kezdve támogatta, amiért 2006-ban a VLS Vajda Lajos díjával tüntették ki.
2016. június 3-án temették el a Szentendrei katolikus temetőben. 2024. november 1.jén avatták fel új síremlékét, mely saját alkotásán alapul. Gyermekei Deim Péter fényképész és Deim Tamás építőmérnök.

## Művészete
Egyéni stílusfejlődésében a korai, kísérletező szakasz után fordulópontot jelentett a macedóniai Prilepen készült Feljegyzések egy kolostorban (1968) című sorozat. Ezt 1967-es tanulmányútja előzte meg Párizsba és Brüsszelbe, ahol elsősorban Cezanne, Matisse, Picasso, Francis Bacon, Ben Nicolson művészete volt hatással rá. Kiállítástörténeti szempontból a Ferenczy Múzeumban rendezett, első jelentős egyéni kiállítása jelzi az útkereső időszak lezárulását, amely már felveti az életmű egészét meghatározó filozófiai és festészeti problémákat (1969). Ezután Deim Pál művészetére egyre inkább a térszervezés és plaszticitás felé való elmozdulás vált jellemzővé, a klasszikus avantgárd konstruktív-szürrealista örökségére, illetve az Európai Iskolához és a Szentendréhez köthető festészeti hagyományokra építve, amit elsősorban Barcsay Jenő, Korniss Dezső és Vajda Lajos képviselt.
Németh Lajos így jellemezte művészetét:
"Deimet ambivalens korunk szülte, művészete azonban korántsem ambivalens, lényege az egyértelműség, a tiszta képletekben való gondolkodás. Tudjuk, kiktől tanult – maga is megvallotta. Szentendrei művész, mégpedig a szó minden értelmében, szellemét és illetőségét tekintve is. Vállalta is mindazt, amit e név jelent a magyar képzőművészetben. Mestere Barcsay, de szellemi mesterei között ott van Vajda és Korniss is. Hogy ki kit vall mesterének – ez már önmagában is minősítés, de lehet puszta vágyálom vagy hivalkodás is. Deimnél egzisztenciális a vállalás. Vajdától megtanulta a transzcendencia iránti fogékonyságot, Barcsaytól a konstruktív szemléletet, Kornisstól a tiszta vizuális-plasztikai fogalmazást.
Deim nem szereti a zavaros dolgokat, művészete a kristályok szerkezeti logikáját idézi. Egyértelmű művészet, mint volt a contrapostót teremtő kompozíciós elv vagy az ikonfestők vágya, akik a transzcendentális élményt akarták szigorú struktúrává szervezni. Deim képei, grafikái és plasztikái is ilyen logikus struktúrák. Stílusa homogén, összefogott. Ha van rendszerelvű és mégis élettel teli művészet, az övé az."
Németh Lajos: "Kristályszerkezetek. Deim Pál grafikáiról." In: Kortárs, 30. évf. 6. sz.,1986, pp. 117–122

## Díjak, elismerések
- 1974. I. díj a IV. Országos Kisplasztikai Biennálén, Pécs
- 1978. Budapest Főváros Tanácsának különdíja a IV. Budapesti Nemzetközi Kisplasztikai Kiállításon
- 1985. Munkácsy Mihály-díj
- 1987. Szentendre Pro Urbe díja
- 1990. Kiváló művész
- 1990. A Magyar Képzőművészeti Főiskola címzetes egyetemi tanára
- 1991. I. díj a Ferenczy Béni és Noémi emlékkiállítás alkalmával rendezett országos pályázaton
- 1991. A Művészeti Alap Képzőművészeti éves nagydíja
- 1993. Kossuth-díj
- 1999. Aba-Novák életmű díj
- 2001. Kölcsey Ferenc Millenniumi díj
- 2002. Magyar Alkotóművészek Országos Egyesületének nagydíja
- 2003. Prima díj
- 2004. Fiatal Képzőművészek Stúdiója Egyesület Herczeg Klára-díj
- 2006. Vajda Lajos Stúdió Vajda Lajos díj
- 2007. Magyar Festészet Napja Alapítvány életmű díj[14]
- 2011. Táncsics Alapítvány életmű díj
- 2014. A Nemzet Művésze

## Egyéni kiállítások
- 1957. Tisztiklub, Szentendre (Megnyitotta: Imre István)
- 1963. Petrigalla Pál lakástárlata (Hortobágyi Endrével)
- 1965. Mednyánszky Terem, Budapest (Megnyitotta: Haulisch Lenke)
- 1968. Galerie René Süss, Amszterdam
- 1969. Ferenczy Károly Múzeum, Szentendre (Rendezte és megnyitotta: Petényi Katalin)
- 1972. Modern Magyar Képtár, Pécs (Rendezte: Romváry Ferenc, megnyitotta: Haulisch Lenke)
- 1973. Egyetem Galéria, Kossuth Lajos Tudományegyetem, Debrecen (Megnyitotta: Petényi Katalin)
- 1974. Műcsarnok, Budapest (Rendezte: Maróthy Ibolya, megnyitotta: Németh Lajos)
- 1974. József Attila Művelődési Központ, Dorog
- 1975. Uitz terem, Dunaújváros
- 1976. Megyei Művelődési Központ, Veszprém
- 1978. Felszabadulás Lakótelepi Klub, Szentendre (Megnyitotta: Hann Ferenc)
- 1979. Az én holográfom. Magyar Nemzeti Galéria, Műhelygaléria, Budapest
- 1979. István király Múzeum, Székesfehérvár (Rendezte: Kovács Péter és Kovalovszky Márta, megnyitotta: Hann Ferenc)
- 1980. Helyőrségi Művelődési Központ, Nagyatád
- 1981. Krakkó és Varsó
- 1982. Kaesz Gyula Faipari Szakmunkásképző Intézet, Budapest
- 1984. Műcsarnok, Győr (Rendezte és megnyitotta: Kolozsváry Ernő)
- 1986. Újpest Galéria, Budapest (Megnyitotta: Németh Lajos)
- 1992. Deim Pál retrospektív kiállítása. Ernst Múzeum, Budapest (Rendezte: Frank János, megnyitotta: Kolozsváry Ernő)
- 1994. Galerie Marika Marghescu, Hannover (Megnyitotta: Erdődy Gábor)
- 1994. Barcsay Iskola Galéria, Szentendre (Megnyitotta: Páskándi Géza)
- 1994. Soproni Múzeum, Sopron
- 1995. Pest Megyei Könyvtár, Miskolc (Megnyitotta: Végváry Lajos)
- 1996. Akadémiai székfoglaló kiállítás. Barcsay Múzeum, Szentendre
- 1996. Csepel Galéria, Csepeli Helytörténeti Gyűjtemény, Budapest
- 2001. Feljegyzések egy kolostorból. Mestermű Galéria, Veszprém (Megnyitotta: Asztalos István és Hegyeshalmi László)
- 2002. Deim Pál retrospektív kiállítása. Művészetmalom, Szentendre (Rendezte: Deim Pál és Kolozsváry Marianna, megnyitotta: Wehner Tibor)
- 2006. Deim Pál retrospektív kiállítása. Ernst Múzeum, Budapest (Rendezte: Deim Pál és Uhl Gabriella, megnyitotta: Makovecz Imre)
- 2007. Deim Pál retrospektív kiállítása. Aulich Art Galéria, Budapest (Megnyitotta: Uhl Gabriella)
- 2012. Archívum. Deim Pál 80 (retrospektív kiállítás). MűvészetMalom, Szentendre (Rendezte: Deim Pál és Deim Réka, megnyitotta: Kolozsváry Marianna)
- 2016. In memoiram Deim Pál – alkalmi kiállítás és felolvasás. Barcsay Múzeum, Szentendre
- 2017. In memoriam Deim Pál. MANK Galéria, Szentendre (Megnyitotta: Bukta Imre)
- 2022. Deim Pál. Csendek. MűvészetMalom, Szentendre (Rendezte: Deim Réka, megnyitotta Kolozsváry Marianna)
- 2023. Deim Pál. Csendek – Az életmű új rétegei. Virág Judit Galéria és Ferenczy Múzeumi Centrum (Rendezte: Deim Réka, megnyitotta: Kolozsváry Marianna)

## Csoportos kiállítások
- 1954-től Szentendrei Tárlatok
- 1964. Szentendrei festészet. István Király Múzeum, Székesfehérvár
- 1965. Stúdió ’65. Ernst Múzeum, Budapest
- 1966. Stúdió ’66. Ernst Múzeum, Budapest
- 1966. ÚT-Új Törekvések ’66, Malév KISZ klubja, Budapest
- 1966. Deim Pál, Nádler István és Kósza Sipos László kiállítása. Művelődési Ház, Szentendre
- 1966. Kortárs Magyar Grafika. Bologna, Pesaro
- 1967. Stúdió ’67. Ernst Múzeum, Budapest
- 1968. Stúdió ’58–’68. Műcsarnok, Budapest
- 1969. Kortársaink. Fészek klub, Budapest
- 1969. Magyar Művészet 1945–69. Műcsarnok, Budapest
- 1969. Magyar Művészet. Kunstforening, Oslo
- 1969. Szentendrei Művészet. Csók Képtár, Székesfehérvár
- 1970. Ausstellung Moderner Ungarischer Kunst. Städtische Galerie, Würzburg
- 1971. 100 Jahre Kunst in Ungarn. Museum am Ostwall, Dortmund
- 1971. Új Művek. Műcsarnok, Budapest
- 1971. Pest Megyei Tárlat. Magyar Nemzeti Galéria, Budapest
- 1972. Hungarian Konstruktivist Art. Łódź
- 1972. Exhibition of Hungarian Contemporary Prints. Central Museum of Art, Tokyo
- 1973. VII. Miskolci Országos Grafikai Biennálé. Miskolc
- 1974. IV. Országos Kisplasztikai Biennálé. Pécs
- 1974. Kolozsváry-gyűjtemény. Xantus János Múzeum, Győr
- 1974. L’art hongrois du 20e siècle. Strasbourg
- 1974. Ungarische Kunst der Gegenwart. Akademie der Bildenden Künste, Wien
- 1974. A szentendrei művésztelep öt éve 1969–74. Művésztelepi Galéria, Szentendre
- 1975. Jubileumi képzőművészeti kiállítás Magyarország felszabadításának 50. évfordulójára. Műcsarnok, Budapest
- 1976. Zománc ’76. Kecskemét
- 1976. Szentendrei Művészet. Magyar Nemzeti Galéria, Budapest
- 1976. V. Országos Kisplasztikai Biennálé. Pécs
- 1976. Wegierske malarstwo z Szentendre. Varsó
- 1976. Szentendre és Salgótarján művészete. 37. Velencei Képzőművészeti Biennále
- 1977. Fa és környezet. Kossuth Múzeum, Cegléd
- 1977. International Middelheim Biennial. Antwerpen
- 1977. Modern grafika ’76. Janus Pannonius Múzeum, Pécs
- 1977. Képek, szobrok 30 év magyar művészetéből. Budapesti Történeti Múzeum
- 1977. Wystava malarstwa, grafiki i rzezby. Palac Kultury i Nauki, Varsó
- 1978. IV. Nemzetközi Kisplasztikai Biennálé. Műcsarnok, Budapest
- 1978. Festészet ’77. Műcsarnok, Budapest
- 1979. Magyar festészet a 20. században. Madrid
- 1979. Ungarische Konstruktive Kunst. Kunstplatz Ehrenhof, Düsseldorf
- 1980. Csíkszentmihályi Róbert és Deim Pál. Mini Galéria, Miskolc
- 1980. Deim Pál és Lugossi Mária. Kápolnatárlatok, Balatonboglár XXIX.
- 1980. Tendenciák 1970–80,1., Új művészet 1970-ben, Óbuda Galéria, Budapest
- 1980. Tendenciák 1970-1980, 3., Geometrikus és strukturális törekvések a hetvenes évek művészetében, Óbuda Galéria, Budapest
- 1980. Tendenciák 1970-1980, 5., Egyéni utak – öt művész, Óbuda Galéria, Budapest
- 1980. Művészet és társadalom 1945–80. Műcsarnok, Budapest
- 1981.Válogatás magyar magángyűjteményekből, Magyar Nemzeti Galéria, Budapest
- 1981. Szentendrei Grafikai Műhely, Madách Galéria, Vác
- 1981. Allegro Barbaro – Béla Bartók und die Bildende Kunst. Duisburg, Hannover
- 1981. Dr. Pogány Zsolt gyűjteménye. István Király Múzeum, Székesfehérvár
- 1981. Kunst von Szentendre II. Collegium Hungaricum, Bécs
- 1981. XI. Országos Grafikai Biennálé. Miskolc
- 1982. Art Hongrois Contemporain. Espace Pierre Cardin, Paris, Musee Contini, Marseille, Palais de l’Europe, Renton, Palais du Conservatoire, Lyon
- 1982. Ungersk Konst 1905-1980. Liljevalchs Konsthall, Stockholm
- 1983. A kibontakozás évei 1960 körül. A huszadik század magyar művészete. Csók Képtár, Székesfehérvár
- 1983. Mai magyar grafika és rajzművészet. Magyar Nemzeti Galéria, Budapest
- 1984. Ten Hungarian Artists 1920-84. Hungarian Art Center, New York
- 1985. A művészet szolgálatában. A megyei képzőművészeti gyűjtemények 40 éve. Magyar Nemzeti Galéria, Budapest
- 1985. I. Országos Faszobrászati Kiállítás. Nagyatád
- 1985. Negyven alkotó év. Műcsarnok, Budapest
- 1986. Negyven alkotó év. Moszkva
- 1987. Régi és új avantgárd (1967–75). A huszadik század magyar művészete. Csók Képtár, Székesfehérvár
- 1987. Zeitgenössische Bildende Kunst aus Ungarn. Galerie der Künstler, München
- 1989. Az avantgárd vége (1975–80). A huszadik század magyar művészete. Csók Képtár, Székesfehérvár
- 1989. Kunst Heute in Ungarn. Sammlung Ludwig, Aachen
- 1990. SZETA-kiállítás, Magyar Nemzeti Galéria, Budapest
- 1991. Hommage à Ferenczy Béni és Noemi. Vigadó Galéria, Budapest
- 1991. Hatvanas évek. Új törekvések a magyar képzőművészetben. Magyar Nemzeti Galéria, Budapest
- 1993. Zuglói kör. Egy sosemvolt kiállítás rekonstrukciója. No. 5 Galéria, Budapest
- 1993. Mi, "kelet-franciák". Magyar művészet 1981-89. A huszadik század magyar művészete, Csók Képtár, Székesfehérvár
- 1993. Hungária 23. Kölcsey Művelődési Központ, Debrecen
- 1993. Kamiyamada Cultural Center. Tokyo
- 1993. Ungarische Kunst im 20. Jahrhundert. Die Sammlung Kolozsváry, Győr, Galerie der Stadt, Sindelfingen
- 1994. 80-as évek – Képzőművészet. Ernst Múzeum, Budapest
- 1995. Kolozsváry-gyűjtemény, Győr. Szombathelyi Képtár, Szombathely
- 1995. Ungarische Malerei in den 60-er und 70-er Jahren im Spiegel der Kolozsváry-Sammlung, Győr. Collegium Hungaricum, Bécs
- 1996. Az én Múzeumom. A Vass-gyűjtemény. Ernst Múzeum, Budapest
- 1996. Genius loci. Szentendre látványa és motívumai festményeken és fotókon. Szentendrei Képtár
- 1998. A Kolozsváry gyűjtemény. Műcsarnok, Budapest
- 1999. Magyarország 2000. München
- 1999. Áttűnések. MűvészetMalom, Szentendre
- 1999. Deim Pál, Hajdú László és Farkas Ádám kiállítása. Szentendrei Képtár, Szentendre
- 2000. XX. Országos Grafikai Biennálé. Miskolc
- 2000. Hommage à Barcsay. Művészetek Háza, Veszprém
- 2001. Zeitbrücke. MMK Museum Moderner Kunst – Stiftung Wörlen, Passau
- 2003. Emlékkiállítás Altorjai Sándor (1933-1979) tiszteletére. K. Petrys Ház, Budapest
- 2003. Deim Pál és Deim Péter kiállítása. Helytörténeti Múzeum, Dombóvár
- 2003. Humanización en la pintura contemporánea húngara. MAC Museo de Arte Contemporáneo, Universidad de Chile, Santiago
- 2003. Kötődések. Szabadtéri Néprajzi Múzeum, Szentendre
- 2003. Szentendre mint múzsa. A szentendrei művészet évszázada IV. MűvészetMalom, Szentendre
- 2003. Üres terek. Csók István Képtár, Székesfehérvár
- 2004. Doyenek. KOGART, Budapest
- 2005. Élő klasszikusok. Városi Művészeti Múzeum, Gyôr
- 2006. Kilencvenkilenc év. Az Antal-Lusztig-gyűjtemény a Modemben. MODEM Modern és Kortárs Művészeti Központ, Debrecen
- 2006. Tiltás és tűrés. A Fiatal Képzőművészek Stúdiójának 1966-os és 1967-es kiállítása. Ernst Múzeum, Budapest
- 2006. Rare View. Deim Pál and Korniss Dezső kiállítása. Hungarian Cultural Center, New York
- 2007. Testbeszéd. Antal-Lusztig-gyűjtemény II. MODEM Modern és Kortárs Művészeti Központ, Debrecen
- 2007. 100 grafika, 100 kortárs művész. Magyar Képzőművészeti Egyetem, Budapest
- 2007. Doyenek VI. Aulich Art Galéria, Budapest (Megnyitotta: Parti Nagy Lajos)
- 2008. Festők Városában. Szentendrei Régi Művésztelep Galéria, Szentendre
- 2008. Doyenek VII. Aulich Art Galéria, Budapest
- 2008. Magyar Geometrikus Művészet. Nemzetközi Modern Múzeum, Hajdúszoboszló
- 2009. Magyar Geometrikus Művészet. Abigail Galéria, Budapest
- 2009. Messiások. MODEM Modern és Kortárs Művészeti Központ, Debrecen
- 2009. Tolerance in Art. Danubiana – Meulensteen Art Museum, Bratislava
- 2009. Continuum. Deim Pál, Deim Péter, Deim Tamás és Deim Balázs kiállítása. Skanzen Galéria, Szabadtéri Néprajzi Múzeum, Szentendre
- 2012. Ámos Imre és a XX. század – kortárs összművészeti kiállítás. Rumbach Sebestyén utcai zsinagóga, Budapest; Régi Művésztelepi Galéria, Szentendre
- 2013. Dunaszerdahely, Kortárs Magyar Galéria
- 2013. Fő téri Galéria, Pécs
- 2013. Collegium Hungaricum Berlin, Berlin
- 2014. "Hol van a te testvéred?" – Ámos Imre és a XX. század – kortárs összművészeti kiállítás. Varsói Zsidó Történeti Intézet; Wroclawi zsinagóga
- 2017. Keretek között – A hatvanas évek művészete Magyarországon (1958–1968). Magyar Nemzeti Galéria, Budapest
- 2019. Felvonulás –Tiltott és tűrt művészet Szentendrén a Kádár-korszakban. Római Magyar Akadémia – Falconieri Palota, Róma
- 2019. A szentendrei Új Művésztelep. Ferenczy Múzeumi Centrum, Szentendre
- 2019. Tisztelet Németh Lajosnak. MissionArt Galéria, Budapest

## Művek közgyűjteményekben
- Albertina, Bécs
- Peter und Irene Ludwig Stiftung, Aachen
- Meum, Prilep
- Déri Múzeum, Debrecen
- Ferenczy Múzeum, Szentendre
- Hatvany Lajos Múzeum, Hatvan
- Herman Ottó Múzeum, Miskolc
- Janus Pannonius Múzeum, Pécs
- Kiscelli Múzeum, BTM Fővárosi Képtár, Budapest
- Magyar Nemzeti Galéria, Budapest
- Szabadtéri Néprajzi Múzeum, Szentendre
- Szombathelyi Képtár, Szombathely
- Xantus János Múzeum, Győr
- Zománcművészeti Alkotóműhely gyűjteménye (Hírös Agóra Kulturális és Ifjúsági Központ), Kecskemét

## Köztéri szobrok és üvegablakok
- 1975. Minden értelmetlenül meghalt ember emlékére. Nagyatád, szoborpark[15]
- 1982. Az ember tragédiája (üvegablak). Szentendre, Ferences Gimnázium
- 1990. A Vasilescu család síremléke. Budapest, Farkasréti temető
- 1990. A hazáért meghalt hősök és áldozatok emlékére. Győr, Nádorvárosi temető[16]
- 1993. Golgota – 1956-os emlékmű. Győr, Bisinger József park[17]
- 1995. Lehajló bábu/Gólem/Rügy. Szentendre, Czóbel park[18]
- 2000. Víz mellé ültetett fa (üvegablak). Szentendre, Református Gimnázium
- 2006. Németh Lajos és N. Fülöp Katalin síremléke. Budapest, Farkasréti temető
- 2007. Pünkösdi lángnyelvek (üvegablak). Szentendre, Református Gimnázium kápolnája
- 2023. Tájékozódási plasztika. Szentendre, Deim Pál tér[19]

## Könyvek és életmű-katalógusok
- S. Nagy Katalin: Deim Pál. Képzőművészeti Alap Kiadóvállalata, Budapest, 1977
- Kolozsváry Marianna: Deim Pál. Budapest, A&A, 1992
- Kolozsváry Marianna (szerk.): Album. Deim Pál képeslapmontázsai. A&A, 1993
- Kolozsváry Marianna (szerk.): Deim Pál festőművész kiállítása (kiállítási katalógus). MűvészetMalom, Szentendre, 2002
- Uhl Gabriella: Deim Pál. Budapest, Ernst Múzeum, 2006
- Deim Réka: Archívum. Deim Pál 80 (kiállítási katalógus). MűvészetMalom, Szentendre, 2012
- Wehner Tibor (szerk.): A nagy művészet csendben növekszik (Deim Pál válogatott művészeti írásai). Napkút kiadó, Budapest, 2016
- Deim Réka: Deim Pál (életmű-katalógus). Ferenczy Múzeum Centrum, Szentendre, 2022

## Portréfilmek
- Portréfilm Deim Pál festőművészről (feLugossy László és ef Zámbó István filmje, 1985)[20]
- Szorongó csend (Rendezte: Kernács Gabriella, 1988)
- Golgota 1956 (MTV, rendezte: B. Farkas Tamás, 1993)
- A csendes bábu (Rendezte: Kroo András, 1999)[21]
- Bábuk az univerzumban (Rendezte: Balogh Ernő, 2007)[22]
- Művészvilág – Deim Pál (Rendezte: Erős Péter, 2007)[23]
- Sok mindenfélébe belekaptam – Portréfilm Deim Pálról (Rendezte: Gulyás János, 2012)[24]

## Emlékezete
- Deim Pál tér: Szentendre város önkormányzata 2022-ben közterületet nevezett el Deim Pálról.[25] A téren 2023-ban felavatták Deim Pál Tájékozódási plasztika című, 1976-os szobortervének 3x3 méteres változatát, amely a Ferenczy Múzeumi Centrum és Szentendre város önkormányzata támogatásával, nagyrészt közadakozásból jött létre.[19]
- Interjúsorozat Deim Pálról: Bak Imre, Bukta Imre, Farkas Ádám, Nádler István, valamint Kolozsváry Marianna, Kovalovszky Márta és Kovács Péter emlékei Deim Pálról. Ferenczy Múzeumi Centrum, 2022-2023. Szerkesztő: Deim Réka, videó: Deim Balázs
- Deim Pál Archívum: Deim Pál műveit, műgyűjteményét, könyvtárát, levelezését és egyéb hagyatéki anyagát kezelő létesítmény[26]